# خانیک بچه
خانیک بچه یک روستا در استان خراسان جنوبی ایران است که در دهستان ارسک واقع شده‌است.